# Курпсайская ГЭС
Курпсайская ГЭС (кирг. Күрп-Сай ГЭCи) — гидроэлектростанция на реке Нарын, в Джалал-Абадской области, Кыргызстан.  Входит в Нарын-Сырдарьинский каскад ГЭС, являясь его третьей ступенью. Вторая по мощности гидроэлектростанция Кыргызстана, эксплуатируется ОАО «Электрические станции», входит в филиал «Каскад Токтогульских ГЭС».

## Общие сведения
Курпсайская ГЭС является высоконапорной плотинной гидроэлектростанцией с приплотинным зданием ГЭС. Установленная мощность электростанции — 800 МВт, проектная среднегодовая выработка электроэнергии — 2630 млн кВт·ч. Сооружения гидроузла расположены в узком горном ущелье и включают в себя:
- гравитационную бетонную плотину треугольного профиля, максимальной высотой 113 м, длиной по гребню — 360 м. Плотина оборудована глубинным водосбросом в виде трубы 5×7 м, расположенной в основании плотины и оборудованной сегментным затвором в выходной части, пропускной способностью 1037 м³/с при НПУ. Также на плотине в её центральной части размещены водоприёмники турбинных водоводов, а также сами сталежелезобетонные турбинные водоводы, находящиеся на низовой грани плотины;
- поверхностный водосброс тоннельного типа пропускной способностью 1500 м³/с при НПУ. Оголовок поверхностного водосброса расположен в правобережном примыкании плотины, имеет один пролёт шириной 16 м, оборудованный сегментным затвором. Отводящий тоннель водосброса корытообразного сечения состоит из наклонной части длиной 97 м, сечением 10×9,5 м, и горизонтальной части длиной 164 м, сечение 10×7,6 м. В концевой части водосброса расположен лоток с виражом;
- приплотинное здание ГЭС.

В здании ГЭС установлены 4 вертикальных гидроагрегата мощностью по 200 МВт, с радиально-осевыми турбинами РО-115/810-В-500, работающими при расчётном напоре 91,5 м. Турбины приводят в действие гидрогенераторы СВ-1130/220-44УХЛ4. Производитель гидротурбин — харьковский завод «Турбоатом», генераторов — новосибирское предприятие «Элсиб». С генераторов электроэнергия на напряжении 15,75 кВ передаётся на 4 силовых трансформатора ТЦ-250000/220 производства Запорожского трансформаторного завода, а с них через открытое распределительное устройство (ОРУ) напряжением 220 кВ — в энергосистему по двум линиям электропередачи.
Напорные сооружения ГЭС образуют Курпсайское водохранилище площадью 12 км², его полная и полезная ёмкость водохранилища составляет 370 и 35 млн м³ соответственно, что позволяет производить недельное регулирование стока, отметка нормального подпорного уровня водохранилища составляет 724 м, уровня мёртвого объёма — 721,6 м.

## История
Курпсайская ГЭС была спроектирована Среднеазиатским отделением института «Гидропроект» как очередная ступень Нарын-Сырдарьинского каскада. Строительство гидроэлектростанции было начато в 1975 году управлением строительства «Нарынгидроэнергострой» на спаде работ по сооружению находящейся выше по течению Токтогульской ГЭС. В 1985 году была перекрыта река Нарын. Первый гидроагрегат станции был пущен 21 февраля 1981 года, второй — 19 декабря 1981 года, третий — 15 апреля 1982 года, четвёртый — 4 ноября 1982 года.